# Armoiries
Cet article court présente un sujet plus développé dans : héraldique.

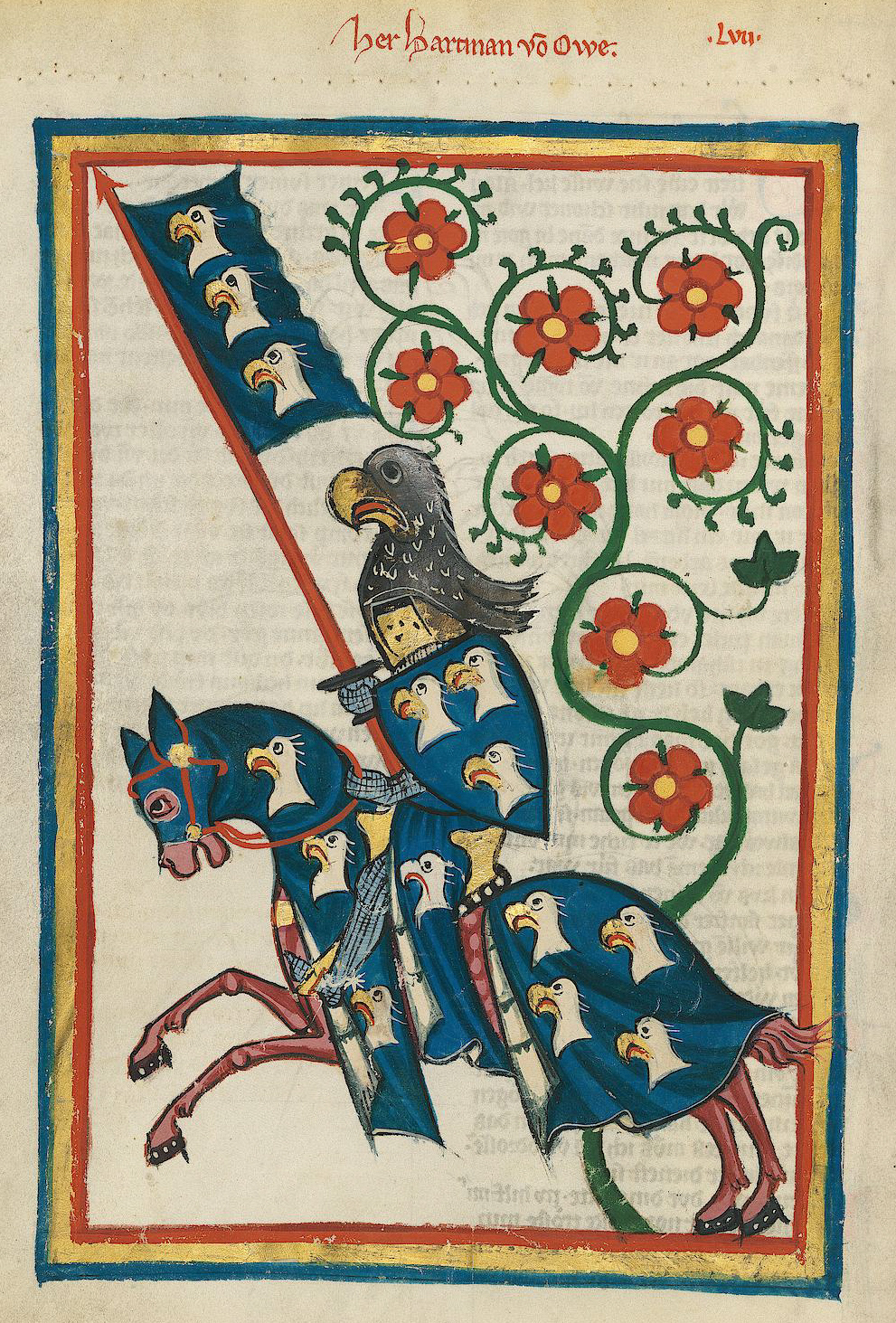
Illustration du poète Hartmann von Aue représenté en chevalier dans le Codex Manesse (1305-1315). L'adoption du haubert et du heaume rend le combattant méconnaissable lors d'une guerre ou d'un tournoi, d'où l'intérêt de l'identifier grâce à des armes ornant son écu, sa bannière, la housse de son cheval ou son cimier.

En héraldique, les armoiries sont des emblèmes, en couleurs, soumis dans leur disposition et dans leur forme à des règles spéciales (celles du blason). Ces marques distinctives ont pour fonction initiale de dire l'identité d'une personne physique ou morale (famille, corporation, collectivité, État) qui les portent puis deviennent des marques de propriété apposées sur des biens meubles ou immeubles possédés par leurs porteurs.
Les armoiries, peintes, gravées ou sculptées, peuvent être représentées sur un écu, un sceau, une armure, une bannière, un tabar, un bâtiment…
Le blason est l'ensemble des couleurs, des figures et des règles qui régissent la composition des armoiries, c'est en quelque sorte la « grammaire » du langage héraldique.
En français, le mot armoiries et son doublet armes (certains héraldistes réservent ce deuxième mot à la seule représentation de l'écu et appellent armoiries l'écu accompagné d'ornements extérieurs) présentent l'inconvénient de n'exister qu'au pluriel, si bien que des héraldistes ont décidé dans les années 1970 d'employer le mot armoirie au singulier et, « pour pallier cette difficulté, font du terme blason un synonyme d'armoiries, mais c'est là un abus de vocabulaire ».

## Histoire
En Europe occidentale, les armoiries se développent au XIIe siècle. Essentiellement représentées sur des écus, elles sont marquées par une grande évolution de leur adoption, de leur port, de leur répertoire et de leur emploi par les différentes classes sociales (héraldique nobiliaire et roturière). Elles atteignent leur apogée au XVIIe siècle et connaissent depuis le milieu du XVIIIe siècle un certain déclin (notamment en France et en Angleterre), devant de plus affronter la concurrence de formules emblématiques auxquelles elles ont souvent donné naissance (insignes, devises, formules identitaires qui ornent livres et vêtements à partir du XIVe siècle, puis initiales, chiffres et monogrammes). Parallèlement à la renaissance de l'héraldique communale, on assiste à un lent renouveau des armoiries depuis la seconde moitié du XIXe siècle alors qu'elles sont discréditées par leur association à une aristocratie déclinante. Communes et régions redécouvrent la valeur des armoiries qui sont l'expression de l'identité et de l'autorité d'un territoire face à l'interventionnisme de l'État. Des érudits redonnent un essor à l'héraldique. Au siècle suivant, l'héraldique familiale reprend sa place grâce à ces signes d'identité, ces marques de distinction.
En France, les armoiries ont théoriquement été abolies à la Révolution française par l'Assemblée le 19 juin 1790 en même temps que tous les symboles de la noblesse. Sous le Premier Empire, elles sont rétablies à partir du 1er mars 1808 mais pour les seuls membres de la noblesse impériale. Elles sont délivrées par le Conseil du sceau des titres créé à la même date. L'année suivante, une héraldique urbaine et communautaire est créée. Le système héraldique impérial cesse définitivement après les Cent-jours. Sous la Restauration, Louis XVIII émet une ordonnance le 26 septembre 1814, qui restaure les armoiries municipales, à charge pour les villes de se pourvoir devant la commission du Sceau. La suppression définitive du Conseil du Sceau en 1872 « n'est suivie d'aucune législation nouvelle en matière d'armoiries. Si bien que depuis cette date le principe en vigueur est de nouveau celui de la libre adoption et du libre port ». Les litiges éventuels en matière d'armoiries relèvent du droit civil et peuvent être portés devant le tribunal judiciaire. 
Les armoiries ont « donné naissance, au fil des siècles, à toutes sortes d'images héraldisantes (pavillons, drapeaux, insignes, uniformes, logos, marques, panneaux de signalisation routière, maritime, ferroviaire, aérienne, etc.) qui ont rempli et continuent de remplir, dans la vie sociale et quotidienne, un rôle essentiel ».